# No Code
No Code je studiové album americké grungeové skupiny Pearl Jam. Vyšlo v roce 1996 pod vydavatelství Epic Records.

## Seznam skladeb
| Pořadí         | Název           | Hudba                               | Text           | Délka |
| -------------- | --------------- | ----------------------------------- | -------------- | ----- |
| 1.             | Sometimes       | Vedder                              | Vedder         | 2:40  |
| 2.             | Hail, Hail      | Gossard/Ament/McCready              | Vedder         | 3:41  |
| 3.             | Who You Are     | Gossard/Irons                       | Vedder         | 3:50  |
| 4.             | In My Tree      | Gossard/Irons/Vedder                | Vedder         | 3:59  |
| 5.             | Smile           | Ament                               | Vedder         | 3:52  |
| 6.             | Off He Goes     | Vedder                              | Vedder         | 6:02  |
| 7.             | Habit           | Vedder                              | Vedder         | 3:35  |
| 8.             | Red Mosquito    | Ament/Gossard/Irons/McCready/Vedder | Vedder         | 4:03  |
| 9.             | Lukin           | Vedder                              | Vedder         | 1:02  |
| 10.            | Present Tense   | McCready                            | Vedder         | 5:46  |
| 11.            | Mankind         | Gossard                             | Gossard        | 3:28  |
| 12.            | I'm Open        | Irons/Vedder                        | Vedder         | 2:57  |
| 13.            | Around the Bend | Vedder                              | Vedder         | 4:35  |
| Celková délka: | Celková délka:  | Celková délka:                      | Celková délka: | 49:37 |

## Obsazení
- Eddie Vedder - zpěv, kytara, harmonika, elektrický sitár
- Stone Grossard - kytara, piano, zpěv v písni Mankind
- Mike McCready - kytara
- Jeff Ament - baskytara, kytara, champan stick
- Jack Irons - bicí